# توني باربي
توني باربي (بالإنجليزية: Tony Barbee)‏ هو مدرب كرة سلة أمريكي، ولد في 10 أغسطس 1971 في إنديانابوليس في الولايات المتحدة.